# Bart István (klímapolitikai szakértő)
Bart István (második keresztneve: László; Budapest, 1977 –) magyar éghajlat- és energiapolitikus, klímapolitikai szakértő, jogász, várostervező. Az éghajlatváltozás társadalmi hatásaival, a kibocsátások csökkentésével, illetve a klímaváltozás hatásaihoz való alkalmazkodás kérdéskörével foglalkozik.

## Életpályája
Szülei Bart István (1944–2019) író, műfordító és Klaudy Kinga (1945–) nyelvész. Bátyja Bart Dániel (1976–) műfordító, újságíró.
2001-ben végzett az Eötvös Loránd Tudományegyetem jogi karán, majd 2017-ben urbanisztikai diplomát szerzett Nagy-Britanniában a University of the West of England mesterképzésén.
2002 óta foglalkozik éghajlat- és energiapolitikával. Dolgozott a Gazdasági és Közlekedési Minisztériumban 2002–2005 között az éghajlatváltozási titkárság osztályvezetőjeként, majd 2011-ig az Európai Bizottság környezetvédelmi (később klímavédelmi) főigazgatóságán. Szakterülete, az Európai Unió kibocsátáskereskedelmi rendszere (Emissions Trading System – ETS), aminek a hazai bevezetését irányította. Az Európai Bizottság budapesti kiküldöttjeként a magyar EU-elnökség (2011) idején az magyar klímaszakértők munkáját is segítette.
2011 után a Magyar Energiahatékonysági Intézet (MEHI) első igazgatója volt, majd pedig a Klímapolitika Kft. vezető munkatársa. 
2018-ban megalapította és azóta is vezeti a Klímastratégia 2050 Intézetet, amelynek célja a klímaválságra adható szakpolitikai megoldások kutatása, illetve terjesztése.
Rendszeresen közöl írásokat, tanulmányokat, illetve ad szakértőként interjút különböző hazai médiumokban magyar klímapolitikai kérdésekben.
2021 májusa óta az Amerikai Egyesült Államok-beli Environmental Defense Fundnál dolgozik a nemzetközi kvótakereskedelem szakértőjeként. Az Energiaklub társelnöke, az Egyensúly Intézet külső szakértője. Tagja a Climate Action Data Trust technikai bizottságának.

## Művei

### Tudományos munkái
- Enhanced flexibility in the EU’s 2030 Effort Sharing Agreement: Issues and options (társszerzők: Oliver Sartor, Ian Cochran, Andreas Tuerk, Climate Strategies, Discussion Paper, 2015. március)[6]
- Municipal emissions trading: reducing transport emissions through cap-and-trade (Climate Policy 11. évfolyam 1. szám, 2011.)[7]
- Urban sprawl and climate change: a statistical exploration of cause and effect, with policy options for the EU (Land Use Policy 27. évfolyam 2. szám, 283-292. oldal 2010. április;[8] Laura Fregolent, Stefania Tonin szerkesztésében: Growing Compact, FrancoAngeli, 2015[9])
- Hungary’s Experiences in allocating allowances in the EU ETS (A. Denny Ellerman, Barbara K. Buchner(wd), Carlo Carraro(wd): Allocation in the European Emissions Trading Scheme: Rights, Rents and Fairness, Cambridge University Press, 2007)[10]

### Publikációi
- 2050: Szénodüsszeia – meddig jut Magyarország a 40%-os köztes klímacéllal?, Magyar Természetvédõk Szövetsége – MTVSZ blog, 2021. január 25.[11]
- Nem Joe Biden, hanem mindannyiunk fellépése jelenti a megoldást a klímaválságra, Qubit.hu, 2020. december 2.[12]
- Fizikai, Gazdasági, Tudati, Politikai: A klímaalkalmazkodás négy szintje, Medium.com, 2020. június 2.[13]
- Megmenthetjük úgy is a gazdaságot, hogy teszünk a klímaváltozás ellen, G-7.hu – G7 Üvegház, 2022. április 22.[14]
- Hogyan csináljunk klímatudatos közlekedést pénz nélkül?, Index.hu – ZöldIndex rovat, 2020. január 27.[15]
- Villanyautók és klímavész: a jó, a rossz és a csúf, Index.hu – Pénzbeszél blog, 2019. október 31.[16]
- Klímavész: ami a hosszú távú gazdasági előrejelzésekből  kimarad, Portfolio.hu, 2019. szeptember 30.[17]
- Hiába van messze, nagyon sürget a 2050-es klímacél, Index.hu, 2019. augusztus 20.[18]
- How to fix Eastern Europe’s problem with 2050 climate neutrality, Euractiv.com, 2019. július 11. [19]
- Karbonadó – a legkeserűbb csodapirula, DemNet.hu, 2019. június 14.[20]
- Kell-e foglalkoznunk a túlnépesedéssel, és ha igen, miért nem?, Qubit.hu, 2019. június 1.[21]
- The excuses are wearing thin: Eastern Europe must tackle its climate impact, Climate Home News portál, 2018. augusztus 2.[22]
- Magyarok a klímaválságban, Medium.com, 2018. február 4.[23]